# Turning Season Within
Albums de Draconian
The Burning Halo
(2006) A Rose for the Apocalypse
(2011)
Turning Season Within est le troisième album studio du groupe de metal gothique/doom metal suédois Draconian. L'album est sorti le 29 février 2008 sous le label Napalm Records.

## Liste des morceaux
1. Seasons Apart – 6:32
2. When I Wake – 5:50
3. Earthbound – 8:11
4. Not Breathing – 5:39
5. The Failure Epiphany – 6:21
6. Morphine Cloud – 7:33
7. Bloodflower – 5:32
8. The Empty Stare – 5:47
9. September Ashes – 1:10